# Tamierłan Aguzarow
Tamierłan Kimowicz Aguzarow (ros. Тамерлан Кимович Агузаров; oset. Æгъуызарты Кимы фырт Тамерлан; ur. 14 czerwca 1963 w Ałagirze, zm. 19 lutego 2016 w Moskwie) – osetyjski polityk, deputowany do Dumy Państwowej Federacji Rosyjskiej VI kadencji, prezydent Republiki Osetia Północna-Alania w latach 2015–2016.

## Życiorys
W latach 1999–2011 piastował funkcję przewodniczącego Sądu Najwyższego Osetii Północnej. Prowadził między innymi proces Nurpaszy Kułajewa skazanego na dożywocie za udział w ataku terrorystycznym na szkołę w Biesłanie w dniach 1–3 września 2004 roku. W grudniu 2004 roku został wybrany deputowanym do Dumy Państwowej Federacji Rosyjskiej VI kadencji z list partii Jedna Rosja. W sierpniu 2015 roku Prezydent Federacji Rosyjskiej Władimir Putin wyznaczył Aguzarowa na Prezydenta Republiki Osetia Północna-Alania, zaś we wrześniu tego samego roku wybór potwierdził osetyjski parlament. Aguzarow zmarł w trakcie urzędowania, w moskiewskim szpitalu w dniu 19 lutego 2016 roku. Po śmierci Aguzarowa jego obowiązki przejął tymczasowo Wiaczesław Bitarow.

## Wybrane odznaczenia
- Order Przyjaźni (2005)[1]